# Moyen-Ogooué
Moyen-Ogooué er en af Gabons ni provinser. Den dækker et område på 18.535 km². Provinshovedstaden er byen Lambaréné. I 2013 boede der 69.287 mennesker.
I modsætning til andre provinser i Gabon har Moyen-Ogooué hverken kystlinje eller en udenlandsk grænse. Den grænser op til følgende provinser:
- Estuaire – nordvest
- Woleu-Ntem – nord - nordøst
- Ogooué-Ivindo – øst
- Ogooué-Lolo – sydøst
- Ngounié – syd
- Ogooué-Maritime – vest - sydvest.

Moyen-Ogooué grænser op til alle andre provinser i Gabon undtagen to, og dermed flere end nogen anden provins.

## Departementer
Moyen-Ogooué er delt i to 2 departmenter:
- Abanga-Bigne departement (hovedby Ndjolé)
- Ogooué et des Lacs departement (hovedby Lambaréné)